# Maxime Beaussire
Maxime Beaussire est un boxeur français né le 3 octobre 1991 à Saint-Lô en Normandie.

## Biographie
Maxime Beaussire a découvert la boxe à l'âge de 11 ans. Il passe professionnel en 2012 et est surnommé "le conquérant" en référence à ses origines normandes. Trois ans plus tard, le 5 juin 2015, il est sacré champion de France des poids welters. 
En octobre de la même année, au Zénith de Caen, devant près de 3 000 spectateurs, le Normand décroche le titre national des super-welters en venant à bout de Frank Haroche-Horta par KO. En 2017, il gagne le titre de champion de l'union européenne des super-welters en battant son compatriote Joffrey Jacob par KO au deuxième round. 
En 2018, au Zénith de Caen, le boxeur normand confirme son titre de champion de l’union européenne des super-welters face à l'Italien Lenny Bottai. Ce combat est sa 26e victoire chez les professionnels (contre un nul et une défaite). Il est diffusé en direct à la télévision par l’Équipe.
Maxime Beaussire connaît un soutien fervent en Normandie où il s'exerce à attirer les médias tant sur son sport que sur sa région. En 2016, il est le parrain officiel de la Fête des Normands. Le 10 octobre 2020, Maxime s'incline par KO au second round contre Matteo Signani, champion d'Europe des poids moyens.
En 2021, Maxime prend une année pour se reprendre en mains et a l'idée de faire de la promotion d'évènements liés à la Boxe. Il passe finalement un diplôme de coach par acquis professionnel et deviendra également conférencier en entreprise. Il monte en 2023 son club de boxe : le MCB Boxing GYM, proche du Décathlon de Mondeville.

## Palmarès
- 2013 : vainqueur du Tournoi de France.
- Juin 2015 : champion de France des poids welters face à Steven Bloyer.
- Octobre 2015 : champion de France des poids super-welters face à Frank Haroche-Horta.
- 2017 : champion de l'union européenne des poids super-welters face à Joffrey Jacob[8].
- 2018 : champion de l'union européenne des poids super-welters face à Lenny Bottai[9].